# Antoinette de Weck-de Boccard
Antoinette de Weck-de Boccard (Fribourg, 15 juli 1868 - Lausanne, 11 juli 1956) was een Zwitsers kunstschilderes.

## Biografie
Antoinette de Weck-de Boccard was een dochter van Alphonse de Boccard en van Henriette de Buman, en huwde in 1898 Eugène de Weck. Na haar opleiding bij Joseph Reichlen, een Fribourgse historie- en portretschilder, zette ze haar schildersopleiding verder bij de oriëntalisten Jean-Joseph Benjamin-Constant en Jean-Pierre Laurens aan de Académie Julian in Parijs. De Weck-de Boccard vervaardigde voornamelijk portretten in potlood, pastel en olieverf. Ze maakte eveneens de illustraties voor boeken van Hélène de Diesbach en Gertrud Villiger-Keller, de voorzitster van de Schweizerischer Gemeinnütziger Frauenverein. Ze was tevens lid van de Société suisse des femmes artistes en arts visuels van 1913 tot 1956.